# Jirko Malchárek
Jirko Malchárek (ur. 28 czerwca 1966 w Jesioniku) – słowacki polityk, kierowca wyścigowy i przedsiębiorca, parlamentarzysta, w latach 2005–2006 wicepremier i minister gospodarki.

## Życiorys
Absolwent inżynierii mechanicznej na Słowackim Uniwersytecie Technicznym w Bratysławie. Krótko pracował w sektorze publicznym, później zajął się własną działalnością gospodarczą, m.in. od 1995 jako właściciel i dyrektor zarządzający przedsiębiorstwa Malchárek Racing. Był również aktywnym kierowcą wyścigowym.
Działał w Partii Porozumienia Obywatelskiego, z ramienia której w 1998 został wybrany na posła do Rady Narodowej. W 2001 znalazł się wśród założycieli Sojuszu Nowego Obywatela, objął funkcję wiceprzewodniczącego tej partii, a w 2002 uzyskał poselską reelekcję.
Od października 2005 do lipca 2006 był wicepremierem i ministrem gospodarki w rządzie Mikuláša Dzurindy. Po odejściu z ANO współtworzył nową liberalną partię Nadzieja. Wkrótce wycofał się z działalności politycznej, powracając do biznesu m.in. jako współwłaściciel centrum Audi w Dúbravce.